# Adalbero
Adalbero ist ein männlicher Vorname.

## Herkunft und Bedeutung
Adalbero ist ein althochdeutscher Name, der sich aus den Elementen adal „edel“ und bero „Bär“ zusammensetzt.

## Varianten
- Alber
- Albero
- Adelbero
- Adalber
- Adelber
- Adalpero
- Adelpero
- Adalper
- Adelper
- Adalbéron (französisch)

## Namenstag
Namenstag ist der
- 6. Oktober: Hl. Adalbero von Würzburg (katholisch)

## Bekannte Namensträger

### Herzog
- Adalbero von Eppenstein, Herzog von Kärnten († 1039)

### Grafen
- Adalbero von Sachsen († 982), Pfalzgraf von Sachsen, Graf im Hessen- und Liesgau und Vogt des Klosters Hilwartshausen
- Adalbero an der Paar († nach 1011)
- Adalbero (Steiermark) (Adalbero der Raue; † 1082, Markgraf der Steiermark 1075–1082)
- Adalbero I. von Ebersberg (auch: an der Sempt) († 969)
- Adalbero II. von Ebersberg (* um 980/85; † 1045), aus der Familie der Sieghardinger; von 1029 bis 1045 Graf von Ebersberg
- Adalbero III. von Ebersberg (auch: an der Sempt) († 1045)
- Adalbero von Griesbach
- Adalbero von Patrashausen (= Badershausen)

### Bischöfe
- Adalbero IV., Bischof von Metz
- Adalbero von Augsburg, Bischof von Augsburg (887–910)
- Adalbero II. von Bamberg, Bischof von Bamberg
- Adalbero I. von Bar (* zwischen 902 und 905; † 962), Bischof von Metz
- Adalbero I. (Basel) (erwähnt 915), Bischof von Basel
- Adalbero II. (Basel), Bischof von Basel
- Adalbero II. von Brabant, Bischof von Lüttich
- Adalbero von Bremen, Erzbischof von Bremen
- Adalbero von Brixen, Bischof von Brixen (1006–1017)
- Adalbero III. von Basel, Bischof von Basel
- Adalbero von Laon, Bischof von Laon (977–1030)
- Adalbero I. von Löwen, Bischof von Lüttich
- Adalbero von Luxemburg (* Ende des 10. Jahrhunderts; † 1036 oder 1037), Gegenerzbischof von Trier
- Adalbero III. von Luxemburg († 1072), Bischof von Metz
- Adalbero II. von Oberlothringen, Bischof von Metz und von Verdun († 14. Dezember 1005)
- Adalbero von Reims († 989), Erzbischof von Reims
- Adalbero II. von Verdun, Bischof von Verdun
- Adalbero von Würzburg (* um 1010; † 1090), Bischof von Würzburg, kath. Heiliger